# 1441
| 1441               |
| ------------------ |
| Dødsfald - Fødsler |
| • Begivenheder     |

| Gregoriansk kalender | 1441 MCDXLI             |
| Ab urbe condita      | 2194                    |
| Armensk kalender     | 890 ԹՎ ՊՂ               |
| Kinesiske kalender   | 4137 – 4138 庚申 – 辛酉 |
| Etiopisk kalender    | 1433 – 1434             |
| Jødisk kalender      | 5201 – 5202             |
| Hindukalendere       |                         |
| - Vikram Samvat      | 1496 – 1497             |
| - Shaka Samvat       | 1363 – 1364             |
| - Kali Yuga          | 4542 – 4543             |
| Iransk kalender      | 819 – 820               |
| Islamisk kalender    | 845 – 846               |

Konge af Danmark: Christoffer 3. 1440-1448
Se også 1441 (tal)

## Begivenheder
- 8. juni – Nørrejyske bønder rejser sig til oprør mod Christoffer 3. af Bayern, men han knuser det i Slaget ved Skt. Jørgensbjerg i Han Herred, og lederen Henrik Tagesen henrettes i Aalborg
- 14. september – Christoffer 3. af Bayern krones til konge af Sverige